# ميك هوغ
ميك هوغ (28 سبتمبر 1909 في أستراليا - 14 أغسطس 1959) (بالإنجليزية: Mick Hogg)‏ هو لاعب كريكت أسترالي.

## وصلات خارجية
- ميك هوغ على موقع إي آس بي آن كريك إنفو (الإنجليزية)